# 2696 Magion
2696 Magion је астероид главног астероидног појаса са пречником од приближно 20,18 .
Афел астероида је на удаљености од 2,728 астрономских јединица (АЈ) од Сунца, а перихел на 2,171 АЈ.
Ексцентрицитет орбите износи 0,113, инклинација (нагиб) орбите у односу на раван еклиптике 25,348 степени, а орбитални период износи 1400,845 дана (3,835 године).
Апсолутна магнитуда астероида је 12,00 а геометријски албедо 0,068.
Астероид је откривен 16. априла 1980. године.